# Lipovača (Vukovár)
Lipovača falu Horvátországban Vukovár-Szerém megyében. Közigazgatásilag Vukovárhoz tartozik.

## Fekvése
Vukovár központjától 8 km-re északnyugatra, a Nyugat-Szerémségben, a Bobotai-csatorna jobb partjának közelében,Vukovár és Terpenye között fekszik. 

## Története
A 19. században keletkezett Lipovača-puszta (németül Gestütt) néven mezőgazdasági majorként az Eltz család vukovári uradalmának területén. A településnek 1857-ben 40, 1910-ben 201 lakosa volt. Szerém vármegye Vukovári járásához tartozott. Az 1910-es népszámlálás adatai szerint lakosságának 71%-a magyar, 15%-a horvát, 6%-a szerb, 4%-a szlovák, 2%-a német anyanyelvű volt. A település az első világháború után az új szerb-horvát-szlovén állam, majd később (1929-ben) Jugoszlávia része lett. 1941 és 1945 a Független Horvát Államhoz tartozott, majd a szocialista Jugoszlávia fennhatósága alá került. 1991-től a független Horvátország része. Az 1991-es népszámlálás szerint lakosságának 53%-a szerb, 36%-a horvát, 7%-a jugoszláv nemzetiségű volt. A településnek 2011-ben 386 lakosa volt. 

## Népessége
| Lakosság változása | Lakosság változása | Lakosság változása | Lakosság változása | Lakosság változása | Lakosság változása | Lakosság változása | Lakosság változása | Lakosság változása | Lakosság változása | Lakosság változása | Lakosság változása | Lakosság változása | Lakosság változása | Lakosság változása | Lakosság változása |
| ------------------ | ------------------ | ------------------ | ------------------ | ------------------ | ------------------ | ------------------ | ------------------ | ------------------ | ------------------ | ------------------ | ------------------ | ------------------ | ------------------ | ------------------ | ------------------ |
| 1857               | 1869               | 1880               | 1890               | 1900               | 1910               | 1921               | 1931               | 1948               | 1953               | 1961               | 1971               | 1981               | 1991               | 2001               | 2011               |
| 40                 | 85                 | 152                | 189                | 197                | 201                | 203                | 195                | 258                | 288                | 377                | 347                | 479                | 580                | 426                | 386                |

(1921-ig településrészként, 1931-től önálló településként.)

## Sport
A HNK Lipovača labdarúgóklubot 1955-ben NK Mladi Borac néven alapították. 2001-ben vette fel a mai nevét. A csapat a megyei 3. ligában szerepel. 